# RELOADED
RELOADED o abreviado RLD es un grupo de warez fundado en junio de 2004 por algunos exmiembros del grupo DEViANCE. Ellos liberaron y crakearon Spore 4 días antes de su lanzamiento y The Sims 3 versión beta 15 días antes de su lanzamiento. El 29 de febrero de 2008, RELOADED lanzó una versión crackeada de Assassin's Creed un mes antes de su lanzamiento el 28 de marzo. Aunque este lanzamiento resultó no ser la versión comercial y tenía problemas de estabilidad. La versión comercial también fue liberada por ellos un mes después.

## Línea de tiempo
El 26 de mayo de 2006, RELOADED lanzó el juego Tom Clancy's Splinter Cell: Chaos Theory (protegido con StarForce). Este lanzamiento crakeado estuvo disponible 424 días después de su fecha de lanzamiento oficial.
El 27 de febrero de 2010, RELOADED lanzó Battlefield: Bad Company 2 tres días antes de su lanzamiento oficial, pero los jugadores reportaron problemas con los controles del juego.
El 23 de junio, RELOADED lanzó Singularity seis días antes de su lanzamiento oficial.
El 28 de julio lanzaron StarCraft II Wings Of Liberty.
El 18 de noviembre lanzaron Need For Speed Hot Pursuit.
El 9 de febrero de 2011 lanzaron Test Drive Unlimited 2.
El 13 de marzo lanzaron Major League Baseball 2K11.
El 20 de abril lanzaron Operation Flashpoint Red River.
El 11 de mayo lanzaron Faery Legends Of Avalon.
El 27 de mayo lanzaron The Sims 3 Generations.
El 29 de mayo lanzaron Incognito.
El 10 de junio lanzaron Dungeon Siege III.
El 12 de junio lanzaron Storm Frontline Nation.
El 13 de junio lanzaron Breaking The Rules The Roman Tournament
El 15 de junio lanzaron World Of Subways Vol.3 London Underground
El 12 de julio lanzaron Cars 2 El Videojuego.
El 15 de julio lanzaron Steel Storm Burning Retribution.
El 27 de julio lanzaron The Sims 3 Town Life Stuff.
El 1 de septiembre lanzaron The Sims Medieval Pirates & Nobles.
El 6 de septiembre lanzaron Dead Island.
El 8 de septiembre lanzaron Tiger Woods PGA TOUR 12 The Masters.
El 10 de septiembre lanzaron Men Of War Vietnam.
El 16 de septiembre lanzaron Monkey Island Special Edition Collection.
El 17 de septiembre lanzaron Xotic.
El 22 de septiembre lanzaron ChessBase 11, Two Worlds II Pirates Of The Flying Fortress y Might And Magic Clash Of Heroes.
El 24 de septiembre lanzaron The Cursed Crusade.
El 27 de septiembre lanzaron FIFA 12 sin crack.
El 28 de septiembre lanzaron el crack de FIFA 12.
El 5 de octubre lanzaron NBA 2K12.
El 9 de octubre lanzaron Disciples III Resurrection.
El 15 de octubre lanzaron Alimardans Mischiefs, Dragon Age 2 Mark Of The Assassin y Fritz 13.
El 20 de octubre lanzaron Cities XL 2012.
El 21 de octubre lanzaron Payday The Heist.
El 24 de octubre lanzaron Battlefield 3.
El 25 de octubre lanzaron Disney Universe.
El 1 de noviembre lanzaron The Book Of Unwritten Tales.
El 2 de noviembre lanzaron Take On Helicopters.
El 9 de noviembre lanzaron Modern Warfare 3.
El 10 de noviembre lanzaron Combat Mission Afganistán.
El 11 de noviembre lanzaron Lord Of The Rings War In The North.
El 16 de noviembre lanzaron Need For Speed The Run.
El 26 de noviembre lanzaron Anno 2070.
El 28 de noviembre lanzaron LEGO Harry Potter Years 5-7.
El 11 de diciembre lanzaron Scooby-Doo First Frights.